# Fersens väg

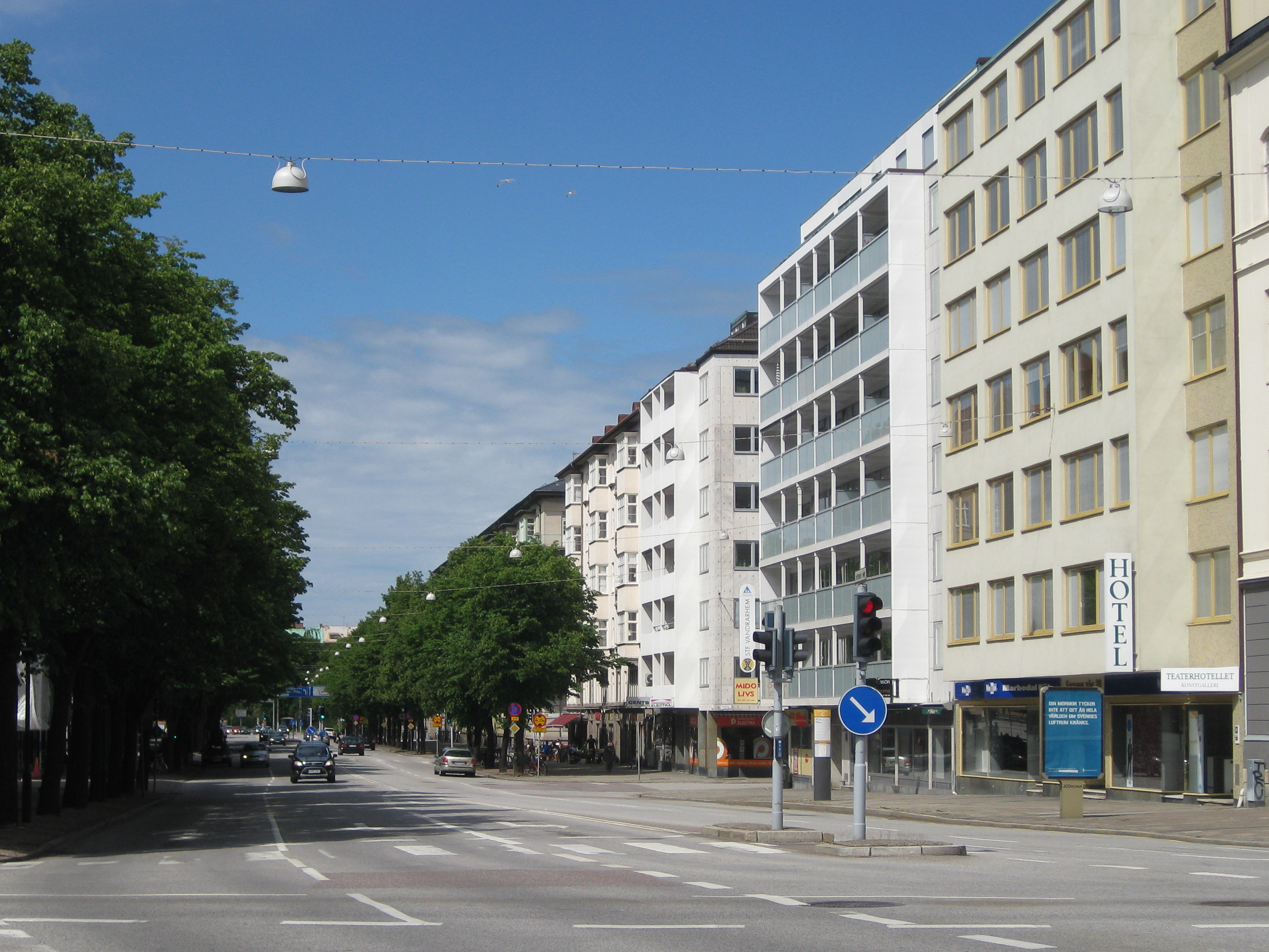
Fersens väg mot norr.

Fersens väg är en gata i Malmö. Den sträcker sig från Fersens bro i norr till Östra Rönneholmsvägen i söder och är uppkallad efter Fabian von Fersen (1626-77).
Gatans första del tillkom 1887 på sträckan från Regementsgatan till nuvarande Storgatan och förlängdes 1889 till dåvarande Rönneholmsvägen. Denna sträcka utgör i dag gräns mellan delområdet Davidshall i stadsdelen Centrum och delområdet Hästhagen i Västra Innerstaden. Gatan hette ursprungligen Villagatan, då den ursprungligen var planerad för villabebyggelse, men erhöll sitt nuvarande namn 1904. Det gamla namnet kan än i dag läsas i en glasmålning i en port till det hörnhus vid Regementsgatan, där Sveriges dåvarande statsminister Göran Persson var bosatt under en period på 1990-talet.
I stadsplanen fanns även en planerad fortsättning ned till Carl Gustavs väg (nuvarande Pildammsvägen fanns ej), vilket skulle ha inneburit att Malmö IP från 1896 hade behövt rivas. Dessa planer blev dock ej förverkligade. I samband med förberedelserna för Baltiska utställningen 1914 tillkom dock en kortare förlängning som infart till utställningen. Denna sträcka försvann vid byggandet av Malmö stadsteater (invigd 1944). Den nuvarande Pildammsvägen tillkom dock 1945 som förlängning av gatan med något östligare läge än den tidigare planerade förlängningen av Fersens väg. Inför utställningen 1914 borttogs även ett korsande industrispår som förenade Malmö-Ystads Järnväg med Kockums Mekaniska Verkstads gamla anläggningar i nuvarande Davidshallsområdet.
Gatan har även förlängts i norr genom att en del av Slottsgatan, mellan Fersens bro och Regementsgatan, införlivats. Detta skedde troligen 1938, då Slottsbrons namn ändrades till Fersens bro. 
Fersens väg trafikerades av Malmö stads spårvägar med elektriska spårvagnar 1914-64 (sträckan norr om Regementsgatan 1914-73).